# Inspetor Bradstreet
O inspetor Bradstreet é uma personagem de ficção das aventuras de Sherlock Holmes, contadas pelo escritor escocês Sir Arthur Conan Doyle. Aparece em três histórias do grande detetive: O homem do lábio torcido, O polegar do engenheiro e O carbúnculo azul.
É alto e forte, segundo a descrição feita no conto O homem do lábio torcido. Holmes e o dr. Watson o encontram em junho de 1889 no posto policial da Bow Street, seção E, onde trabalha. Nas ilustrações para a Strand Magazine, Sidney Paget o apresenta com barba cheia. Além disso, o Cânone de Sherlock Holmes não dá nenhuma outra informação sobre a personagem.
No verão de 1889, participa com Holmes do caso Hatherley, em Eyford, no conto O polegar do engenheiro. Naquele momento, trabalhava na Scotland Yard.
Ocupa-se do caso do carbúnculo azul quando está na divisão B. Prende o encanador John Horner injustamente.
É um dos poucos policiais da Scotland Yard que reconhece a ajuda de Holmes: "Estou certo, senhor Holmes, que não poderemos pagar seus esforços no esclarecimento de todo o caso" (O homem do lábio torcido).
A personagem também é destaque nas "Aventuras do inspetor Lestrade", escritas por MJ Trow, série de dezesseis livros que têm o inspetor da Scotland Yard como personagem principal, publicados a partir de 1985.